# Franz Fehr-Flach
Franz Anton Theodor Fehr-Flach (* 25. Februar 1840 in Köln-Mülheim; † 17. Juni 1929 in Wiesbaden) war ein deutscher Fabrikant.

## Leben
Franz Fehr-Flach wurde als Sohn eines Seidenfabrikanten geboren. Nach dem Tod seines Vaters brach er seine Ausbildung an der Höheren Bürgerschule in Mülheim ab und absolvierte eine kaufmännische Lehre. In zahlreichen in- und ausländischen Seiden- und Sammetfabriken bildete er sich weiter und übernahm den elterlichen Betrieb, als er volljährig war. Er war unternehmerisch sehr erfolgreich und betätigte sich auch in anderen Industriebereichen, so im Abbau von Quarzit.
1877 übertrug ihm sein Schwiegervater Albert Flach die Leitung seiner Stanniol- und Stempelfabrik.  
Fehr-Flach war der einzige der Millionäre, dessen Geld in Wiesbaden erarbeitet wurde.
Er engagierte sich in der Kommunalpolitik und war von 1894 bis 1897 Mitglied der Wiesbadener Stadtverordnetenversammlung. Er machte sich für den Ausbau des Schienennetzes und die Intensivierung des Eisenbahnverkehrs stark. Die Ausgestaltung der Nerotalanlagen geht auf seine Initiative zurück. Auch setzte er sich für den Wiederaufbau des Theaters ein.
Verbandspolitisch war er ebenso aktiv und war von 1897 bis 1920 Präsident der IHK Wiesbaden.

### Familie
Er war mit Luise Johanna Flach (1853–1922) verheiratet. Sie war die Tochter des Fabrikanten Albert Flach, dessen Unternehmen er von 1877 an leitete. 

### Öffentliche Ämter
- Mitglied im Gewerbesteuerausschuss des Regierungsbezirks Wiesbaden.[4]
- Mitglied des Landeseisenbahnrates[5]
- Mitglied der Edel- und Unedelmetallberufsgenossenschaft
- 1917 Präsident des Deutschen Gesellschaft für Kaufmannserholungsheime

### Ehrungen und Auszeichnungen
- 1900 Kommerzienrat
- 1920 1920 Ehrenpräsident der Wiesbadener Industrie- und Handelskammer